# Navadna bukev
Navadna bukev (znanstveno ime Fagus sylvatica) je do 40 m visoko gozdno listnato drevo z gladkim lubjem. Spada v družino bukovk (Fagaceae).

## Splošen opis
Bukev lahko doseže višino do okoli 40 m višine in preko 1 m prsnega premera. Lubje je tanko (1-1,5 cm) in gladko, pepelnato sive barve. Koreninski sistem je zelo razvit in srednje globok. Listni popki so svetlorjavi, podolgovati in špičasti. Listi so enostavni, celorobi in bleščeče zeleni, dolžine od 5-12 cm in širine od 3-8 cm, s 5-9 parov listnih žil.
Bukev pozimi odvrže liste.

## Življenjski prostor
V slovenskem prostoru je bukev ena izmed najbolj razširjenih listavcev; ljubkovalno jo imenujemo tudi mati slovenskih gozdov. Kot drevesna vrsta lahko tvori čiste sestoje, kar pomeni, da imamo gozdove iz samih bukev, pa tudi mešane sestoje, najpogosteje z jelko. V nižinah je redka, zato je pogostejša v višjih legah (okoli 900 m nadmorske višine) in kot drevo v gostem sestoju lahko zraste zelo visoko. V gorah tvori bukev tudi gozdno mejo (npr. na Snežniku).

## Bukov les
V tehničnem smislu je, tako kot les smreke, tudi bukovina, les bukve zelo pomemben les, tako zaradi svoje razširjenosti (v primerjavi z drugimi listavci jo je na razpolago veliko) kot tudi zaradi njenih lastnosti.
Bukovina ima odtenke od bledo rumenkaste barve pa vse do rdečkasto rjave barve. Barva je odvisna od načina sečnje in nadaljnje predelave. Bukev lahko vsebuje »rdeče srce«. To je rdeče obarvan les v notranjosti debla, ki nastane zaradi poškodb drevesa. Gostota bukovega lesa je približno 700 kg/m3. Pri sušenju rada poka in se veži, sicer pa je to trden, žilav in proti obrabi odporen les. Bukovina ni trajen les in v vlažnem okolju hitro razpada, se pa lahko dobro inpregnira (zaščiti).

## Plod
Bukev cveti aprila in maja plodovi pa dozorijo zgodaj jeseni.Ima plodove imenovane žir. To so majhne kroglice, ki imajo dlačice, majhne bodičke in so rjave barve.

## Uporaba
- furnir vseh vrst
- vezan les
- pohištvo
- iverne plošče
- talne obloge
- krivljen les
- igrače
- drobna galanterija...

Menda je znanih več kot 250 rab bukovine.
- Bukev - Fagus sylvatica